# Hockey Roller Club Monza
L'Hockey Roller Club Monza, abbreviato in HRC Monza e sponsorizzato col nome di TeamServiceCar, è una società italiana di hockey su pista con sede a Monza e disputa il campionato di Serie A1. I suoi colori sociali, che idealmente richiamano le due squadre monzesi di hockey su pista più blasonate, l'Hockey Club Monza e il Roller Monza, sono il rosso, il bianco e l'azzurro. Dal 2007 al 2013, prima della rifondazione, era nota col nome di Hockey Monza e Brianza.

## Storia

### L'Hockey Monza e Brianza
A Monza la storia dell'hockey è legata alle vicende di più società sportive. Furono infatti almeno 5 le società che si avvicendarono sotto l'Arengario. L'hockey su pista in città è tornato con l'iscrizione al campionato di Serie B 2007-2008 della neonata Hockey Monza e Brianza, che disputava tutte le gare casalinghe presso l'impianto sportivo di via Ardigò a Monza. Il primo torneo vide i brianzoli giungere secondi nel girone A qualificandosi alle finali promozioni ma senza riuscire a salire di categoria. I monzesi disputarono altre cinque stagioni in Serie B senza riuscire tuttavia a salire di categoria. Nel 2013 la società venne sciolta per problemi finanziari.

### L'Hockey Roller Club Monza

#### Gli anni duemiladieci
Subito dopo la cessazione dell'Hockey Monza Brianza la società venne rifondata con la denominazione Hockey Roller Club Monza; il nome e i colori del nuovo sodalizio volevano ricordare l'Hockey Club Monza e il Roller Monza vincitori in totale di 11 scudetti. L'HRC Monza si iscrisse alla serie B 2013-2014. Inserito nel girone B giunse primo qualificandosi per le final eight per la promozione in serie A2 dove però la sconfitta patita contro il Pordenone pregiudicò la promozione della categoria superiore. Grazie alla defezione del Centrosport Valdagno i monzesi furono ripescati e la città di Monza ritrovò, dopo 18 anni, la serie A. Nella Serie A2 2014-2015 i brianzoli disputarono un campionato da assoluti protagonisti chiudendo in prima posizione e venendo promossi in serie A1 con un turno di anticipo. Durante la prima stagione in serie A1 la squadra di Colamaria fece un ottimo campionato classificandosi all'ottavo posto e centrando la qualificazione ai play-off scudetto. La squadra brianzola venne eliminata ai quarti di finale dal Forte dei Marmi campione d'Italia in carica e che si avvierà a rivincere il titolo. Il torneo del 2016-2017 vide il Monza classificarsi al decimo posto finale fallendo l'accesso ai play-off scudetto. Nella medesima stagione vi fu il ritorno in una competizione europea. Infatti grazie al buon piazzamento della stagione precedente l'HRC fu qualificato per la Coppa CERS 2016-2017. L'esordio nella manifestazione avvenne contro gli svizzeri dell'Uri i quali vennero sconfitti sia all'andata che al ritorno. Agli ottavi di finale i biancorossoblu pescarono il Sarzana che eliminò i brianzoli ai tiri di rigore. In questa stagione vi fu anche l'esordio in Coppa Italia; il Monza fu eliminato ai quarti di finale dal CGC Viareggio. Il campionato successivo vide il club monzese accedere nuovamente ai play-off scudetto grazie all'ottavo posto finale conseguito nella stagione regolare. L'avversario fu il forte Amatori Lodi. La gara giocata al PalaRovagnati di Biassono vide il club di casa mettere in difficoltà i più quotati avversari venendo sconfitto di misura per 3 a 2; in gara 2 giocata a Lodi vide i campioni d'Italia in carica vincere per 10 a 3 e conseguentemente eliminare ai quarti di finale i ragazzi di Colamaria. La stagione 2018-2019 verrà ricordata per il ritorno a disputare la massima competizione europea. L'ultimo club di Monza a partecipare all'Eurolega fu il Roller Monza nel torneo 1992-1993. L'HRC fu inserito nel girone D dell'Eurolega insieme agli spagnoli del Noia, ai portoghesi del Benfica e agli svizzeri del Montreux. Riuscì a vincere tre gare su sei ma per un solo punto fu eliminato alla prima fase del torneo. In serie A1 arrivando al nono posto finale per soli due punti non riuscì a centrare la qualificazione ai play-off scudetto. La stagione successiva vide il club brianzolo optare per una rosa di giovani promosse; purtroppo a causa della pandemia di COVID-19 il campionato non fu portato a termine come anche l'Eurolega.

#### Gli anni duemilaventi
Le stagioni 2020-2021 e 2021-2022 videro l'HRC Monza riuscire sempre a salvarsi ai play-out; nel 2020-2021 i brianzoli si classificarono al 12º posto in stagione regolare riuscendo però a salvarsi nella post-season classificandosi secondi nel girone alle spalle del Grosseto; nel 2021-2022 il Monza ottenne lo stesso piazzamento salvandosi ancora una volta ai play-out. Nel 2022-2023 centra il nono posto finale in stagione regolare che consentì il ritorno a disputare i play-off scudetto dove venne eliminato al primo turno perdendo la serie contro il Vercelli. Con una rosa ulteriormente ringiovanita nel 2023-2024 l'HRC Monza dopo una buona partenza in campionato vide un calo nel rendimento e non riuscì a centrare la partecipazione ai play-off scudetto ma fu relegato ai play-out dove ottenne una tranquilla salvezza. In Coppa WSE i brianzoli raggiunsero i quarti di finale ma il club brianzolo venne estromesso ancora una volta dal Sarzana dopo aver eliminato a sorpresa gli spagnoli del Noia al turno precedente. Nella stagione 2024-2025 Tommaso Colamaria dopo undici stagioni lascia la guida tecnica del club.

## Cronistoria
| Cronistoria dell'Hockey Roller Club Monza |
| --- |
| - 2007 · Fondazione dell'Hockey Monza e Brianza. - 2007-2008 · 2º nel girone A in Serie B, semifinali delle Final Eight promozione. - 2008-2009 · 4º nel girone A in Serie B. - 2009-2010 · 1º nel girone A in Serie B, 3º nel girone A delle Final Eight promozione. - 2010-2011 · 3º nel girone A in Serie B. - 2011-2012 · 3º nel girone A in Serie B, 4º nel girone A delle Final Eight promozione. - 2012-2013 · 6º nel girone A in Serie B. - 2013 · Al termine della stagione cessa l'attività sportiva. La società verrà poi rifondata assumendo il nome Hockey Roller Club Monza. - 2013-2014 · 1º girone B di Serie B, 3º nel girone B delle Final Eight promozione. - 2014-2015 · 1º in Serie A2. Promosso in Serie A1. - 2015-2016 · 8º in Serie A1, quarti di finale dei play-off scudetto. - 2016-2017 · 10º in Serie A1. Quarti di finale della Coppa Italia. Ottavi di finale della Coppa CERS. - 2017-2018 · 8º in Serie A1, quarti di finale dei play-off scudetto. - 2018-2019 · 9º in Serie A1. Semifinale della Federation Cup. Fase a gironi dell'Eurolega. - 2019-2020 · 13º in Serie A1. Fase a gironi dell'Eurolega. - 2020-2021 · 12º in Serie A1, 2º ai play-out. - 2021-2022 · 12º in Serie A1, 1º ai play-out. - 2022-2023 · 10° in Serie A1, primo turno dei play-off scudetto. - 2023-2024 · 11° in Serie A1, 1° ai play-out. Quarti di finale della Coppa WSE. - 2024-2025 · 8° in Serie A1, primo turno dei play-off scudetto. Quarti di finale della Coppa Italia. |

## Colori e simboli
Come detto i colori sociali dell'HRC Monza, che idealmente richiamano le due squadre monzesi di hockey su pista più blasonate, l'Hockey Club Monza e il Roller Monza, sono il rosso, il bianco e l'azzurro. Lo stemma del club consiste in uno scudetto dove sono presenti due stecche da hockey sormontate dalle lettere HRC con sotto un'immagine della Corona ferrea uno dei simboli della città di Monza.

## Strutture
Il palazzetto dello sport dell'HRC Monza dalla stagione 2025-2026 è il PalaSomaschini di Seregno con capienza 1560 spettatori. Precedentemente dal 2013 al 2025 giocava le gare casalinghe al PalaRovagnati di Biassono (capienza 840). Lo stesso PalaRovagnati è in fase di ricostruzione.

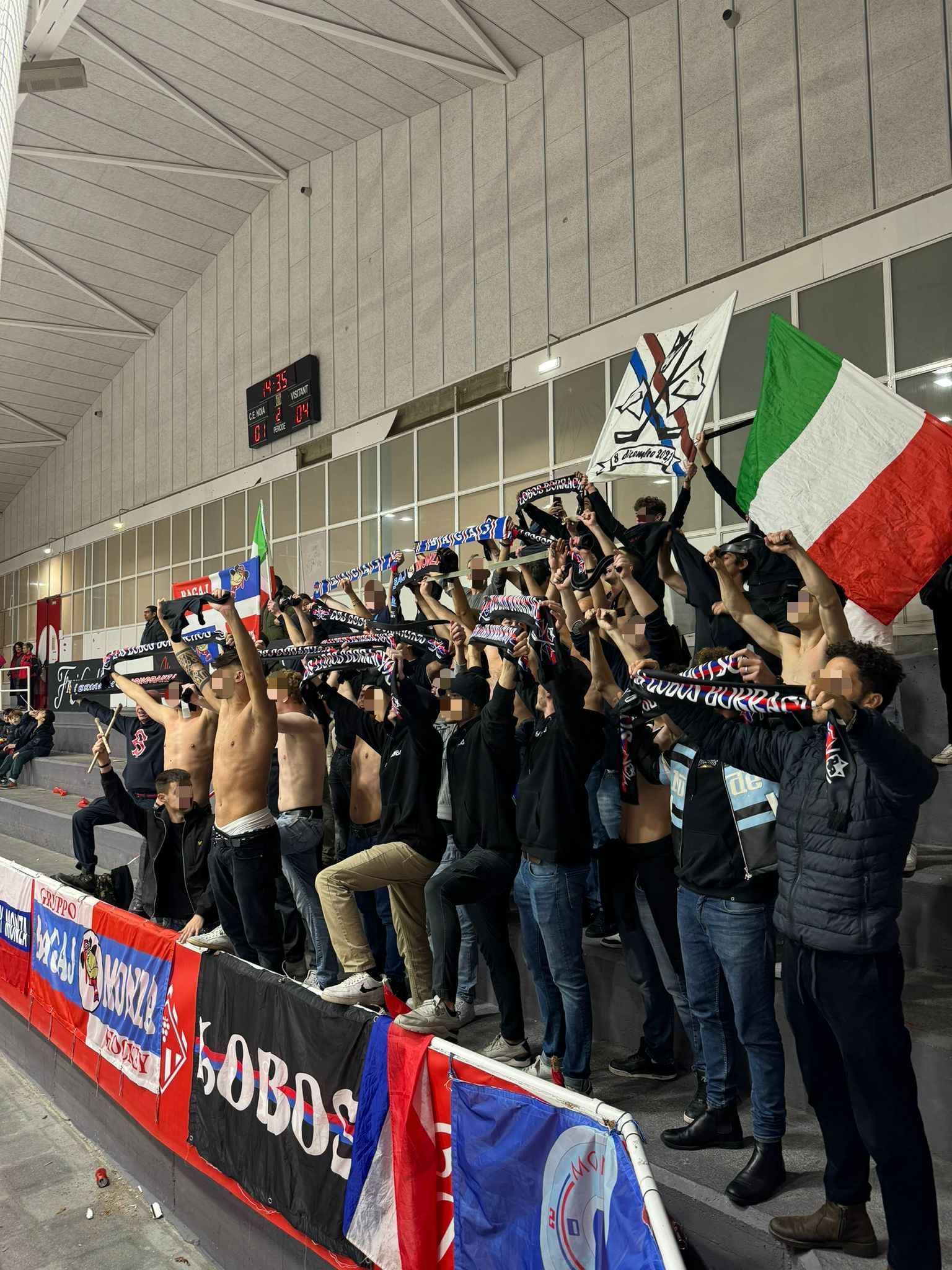
Tifosi Monzesi a Sant Sadurní d'Anoia nel 2024

## Organigramma societario
- Presidente: Andrea Brambilla
- Vicepresidente: Franco Girardelli
- Segretario: Marina Casiraghi
- Direttore sportivo: Stefano Cavallari
- Addetto stampa: Carlo Gaeta e Federico Ferrario

## Palmarès
- Campionato italiano di serie B/A2: 1

2014-2015

## Statistiche

### Partecipazione ai campionati
| Livello | Categoria | Partecipazioni | Debutto   | Ultima stagione | Totale |
| ------- | --------- | -------------- | --------- | --------------- | ------ |
| 1º      | Serie A1  | 11             | 2015-2016 | 2025-2026       | 11     |
| 2º      | Serie A2  | 1              | 2014-2015 | 2014-2015       | 1      |
| 3º      | Serie B   | 7              | 2007-2008 | 2013-2014       | 7      |

### Partecipazione alle coppe nazionali
| Competizione   | Partecipazioni | Debutto   | Ultima stagione |
| -------------- | -------------- | --------- | --------------- |
| Coppa Italia   | 2              | 2016-2017 | 2024-2025       |
| Federation Cup | 1              | 2018-2019 | 2018-2019       |

### Partecipazioni alla coppe internazionali
| Competizione                                 | Partecipazioni | Debutto   | Ultima stagione |
| -------------------------------------------- | -------------- | --------- | --------------- |
| Coppa dei Campioni/Champions League/Eurolega | 2              | 2018-2019 | 2019-2020       |
| Coppa CERS/WSE                               | 2              | 2016-2017 | 2023-2024       |

#### Bilancio degli incontri nelle coppe europee
| Competizione                                 | Partite | Partite  | Partite | Partite   | Reti  | Reti   |
| Competizione                                 | Giocate | Vittorie | Pareggi | Sconfitte | Fatte | Subite |
| -------------------------------------------- | ------- | -------- | ------- | --------- | ----- | ------ |
| Coppa dei Campioni/Champions League/Eurolega | 11      | 5        | 1       | 5         | 32    | 40     |
| Coppa CERS/WSE                               | 11      | 6        | 0       | 5         | 49    | 42     |
| Totale                                       | 22      | 11       | 1       | 10        | 81    | 82     |

## Organico

### Giocatori
| N° | Naz.                 | Ruolo | Sportivo             |  |  |  |
| -- | -------------------- | ----- | -------------------- |  |  |  |
| 1  | Italia (bandiera)    | P     | Luca Borgonovo       |  |  |  |
| 4  | Italia (bandiera)    | A     | Marco Gariboldi      |  |  |  |
| 6  | Argentina (bandiera) | A     | Francisco Bielsa     |  |  |  |
| 7  | Italia (bandiera)    | D     | Matteo Galimberti    |  |  |  |
| 9  | Italia (bandiera)    | D     | Giulio Piccoli       |  |  |  |
| 10 | Argentina (bandiera) | P     | Juan Velazquez       |  |  |  |
| 66 | Argentina (bandiera) | A     | Valentino Marzonetto |  |  |  |
| 74 | Italia (bandiera)    | A     | Michele Pesavento    |  |  |  |
| 75 | Italia (bandiera)    | A     | Alessandro Uva       |  |  |  |
| 84 | Italia (bandiera)    | D     | Matteo Zucchetti     |  |  |  |

### Staff tecnico
- Allenatore:  Ivan Jaquierz

## Tifoseria
L'HRC, dalla sua rifondazione, ha sempre goduto di un discreto seguito  , formato dai tanti appassionati precedentemente al seguito delle due compagini passate. Le prime forme di tifo organizzato tornano a manifestarsi nel 2017 con la nascita del gruppo "Bagaj". A quest'ultimo si affiancheranno poi nel 2021 i "Los Lobos Borrachos" . I due gruppi monzesi coltivano un gemellaggio con i gruppi organizzati di Forte dei Marmi e con i Giovani della Nord di Valdagno. Rapporti tesi fin dagli anni '80 si hanno invece con i tifosi del Vercelli , del Lodi e del Novara. Altre inimicizie sono inoltre da ricollegare ai gruppi al seguito dell'Hockey Bassano, Sarzana , e del Viareggio.